# Kepler-62
Kepler-62 ist ein Stern der Spektralklasse K2V im Sternbild Leier, 980 Lichtjahre von der Erde entfernt. Er ist etwas kälter als die Sonne und wird von mindestens fünf Exoplaneten umkreist.

## Planetensystem

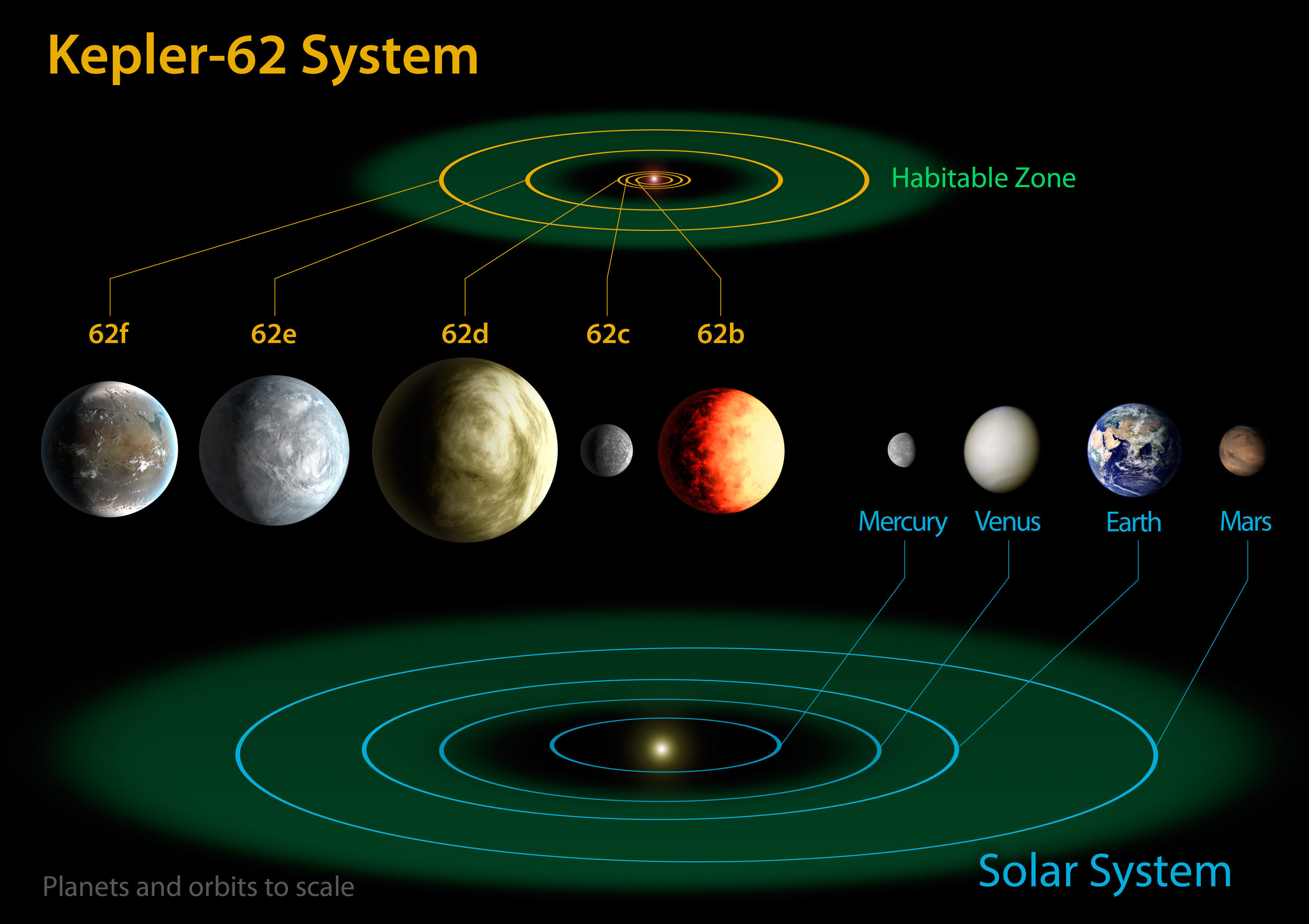
Vergleich des Kepler-62-Systems und des inneren Sonnensystems, die Planetendurchmesser sind maßstabsgerecht dargestellt, die Oberflächen der Planeten von Kepler-62 sind künstlerische Spekulation.

Am 18. April 2013 wurde von Forschern des Kepler-Teleskops bekanntgegeben, dass der Stern fünf Planeten hat.  Alle wurden mit der Transitmethode entdeckt: Von der Erde aus gesehen ziehen die Planeten einmal pro Umlauf vor ihrem Stern vorbei. Dies führt zu einem Helligkeitsunterschied, der vom Kepler-Teleskop gemessen wird. Die Massen der Planeten konnten noch nicht gemessen werden, daher sind nur sehr grobe Obergrenzen bekannt.
Die äußersten beiden Planeten, Kepler-62e und Kepler-62f, könnten erdähnlich sein und Gestein sowie flüssiges Wasser auf ihrer Oberfläche haben. Einige Wissenschaftler vermuten sogar, dass es sich um sogenannte Ozeanplaneten handeln könnte.
| Planet | Masse (in Erdmassen) | Radius (in Erdradien) | Umlauf- zeit (Tage) | Große Halbachse (AE) | Bahnneigung (Grad) | Gleichgewichtstemperatur (K) |
| ------ | -------------------- | --------------------- | ------------------- | -------------------- | ------------------ | ---------------------------- |
| b      | < 9                  | 1,31 ± 0,04           | 5,71 ± 0,01         | 0,055 ± 0,001        | 89,2 ± 0,4         | 750 ± 41                     |
| c      | < 4                  | 0,54 ± 0,03           | 12,44 ± 0,01        | 0,093 ± 0,001        | 89,7 ± 0,2         | 578 ± 31                     |
| d      | < 14                 | 1,95 ± 0,07           | 18,16 ± 0,01        | 0,120 ± 0,001        | 89,7 ± 0,3         | 510 ± 28                     |
| e      | < 36                 | 1,61 ± 0,05           | 122,39 ± 0,01       | 0,427 ± 0,004        | 90,0 ± 0,1         | 270 ± 15                     |
| f      | < 35                 | 1,41 ± 0,07           | 267,29 ± 0,01       | 0,718 ± 0,007        | 89,9 ± 0,1         | 208 ± 11                     |